# قومية مسيحية
القومية المسيحيَّة هي في مفهومها شكل من أشكال القومية الدينية المرتبطة في المسيحية. يركز القوميين المسيحيين في المقام الأول على السياسة الداخليَّة، مثل تمرير القوانين التي تعكس وجهة نظرهم المسيحية ودورها في الحياة السياسيَّة والاجتماعية. في البلدان التي توجد بها كنيسة رسمية، يتمسك القوميون المسيحيون، في سعيهم للحفاظ على مكانة الدولة المسيحية، بموقف يعرف باسم أنتيديسايستابلشمينتيريانيزم. في السابق شدد القوميون المسيحيون على استعادة الأراضي التي ازدهرت فيها المسيحية سابقًا، تاريخياً لتأسيس دولة مسيحية في وحدة مع بلدان العالم المسيحي.
تسعى القومية المسيحية إلى تعزيز الخطابات الدينية المسيحية والقومية في مختلف مجالات الحياة الاجتماعية، ومنها السياسة والتاريخ، والثقافة والعلوم؛ وفيما يتعلق بالتشريعات، على سبيل المثال، يؤيد القوميون المسيحيون قوانين يوم الأحد أو ما تعرف بالقانون الأزرق. يُشجع القوميون المسيحيون التبشير بالإنجيل، وكذلك العائلات المسيحية على إنجاب المزيد من الأطفال كوسيلة لزيادة النمو السكاني للمسيحيين. كما ويؤيد القوميون المسيحيون وجود الرموز المسيحية والتماثيل المرتبطة بها في الساحة العامة، فضلاً عن رعاية الدولة للإستعراضات الدينية، مثل الصلاة المدرسية وعرض مغارة الميلاد خلال زمن الميلاد أو الصليب المسيحي يوم الجمعة العظيمة.
يُميل القوميين المسيحيين في أوروبا والولايات المتحدة إلى أن يكونوا من المحافظين، وتستمد القومية المسيحية قوتها من اليمين المسيحي. لدى الحركات القوميَّة المسيحيَّة في الغالب هيكل قيادة معقدة، وذلك اعتمادًا على طبيعة علاقتها مع المؤسسات الكنسيَّة المحلية. بعض الحركات هي أكثر علمانية المنحى، ويشارك فيها رجال الدين بشكل رمزي وتتلقى دعم غير مباشر من قبل الهياكل الكنسيَّة المحليَّة، والبعض الآخر متأثر بشدة من قبل رجال الدين المحليين. أدى تدخل رجال الدين في مختلف الحركات القومية المسيحية منذ القرن التاسع عشر إلى تطوير شكل معين من أشكال القومية المسيحية المعروفة باسم القومية الإكليروسيَّة. وغالبًا ما يتعاون القوميون المسيحيون بشكل عابر للخطوط الطائفية، مما يعزز روح المسكونية ووحدة الكنائس من أجل تحقيق أهداف معينة.

## الوحدة المسيحية القومية

العالم المسيحي بحلول عام 600 للميلاد (ويظهر بالأزرق الغامق مناطق الإنتشار المبكر للمسيحية (حتى عام 325م).

في العصور الوسطى، بُذلت جهود من أجل إقامة دولة مسيحية موحدة من خلال توحيد الدول داخل العالم المسيحي أو الأممية المسيحية. لعبت القومية المسيحية دوراً في هذا العصر الذي شعر فيه المسيحيون بالاندفاع لاستعادة الأراضي التي ازدهرت فيها المسيحية. بعد ظهور الإسلام، فقدت أجزاء معينة من شمال إفريقيا وشرق آسيا وجنوب أوروبا وآسيا الوسطى والشرق الأوسط السيطرة المسيحية عليها. ورداً على ذلك، حشد المسيحيون عبر الحدود الوطنية عسكرياً و«حققت موجة من الاسترداد المسيحي انتعاشاً في إسبانيا والبرتغال وجنوب إيطاليا، لكنها لم تكن قادرة على استعادة شمال إفريقيا - من وجهة نظر مسيحية، الأكثر إيلاماً - والأراضي المقدسة للعالم المسيحي».
ترتبط فكرة «أوروبا» و«العالم الغربي» ارتباطاً وثيقاً بمفهوم «المسيحية والعالم المسيحي». حتى أن العديد من الباحثين ينسبون إلى المسيحية كونها الرابط الذي أوجد هوية أوروبية موحدة. ولعبت المسيحية، بما في ذلك الكنيسة الرومانية الكاثوليكية، دوراً بارزاً في تشكيل الحضارة الغربية منذ القرن الرابع على الأقل، ولمدة ألف عام على الأقل ونصف، كانت أوروبا تقريبًا معادلة للثقافة المسيحية، على الرغم من أن أصول ومهد المسيحية تعود إلى الشرق الأوسط. في العديد من الجماعات العرقيّة والإثنيّة تُعتبر المسيحية جزء مركزي في تركيب الهوية الإثنية والوطنيّة لتلك الشعوب ومن بين هذه المجموعات التي ترى المسيحيًّة كجزء من هويتها الثقافية والتاريخيَّة؛ الإثنيات الدينيَّة المسيحيَّة في الشرق الأوسط وشمال أفريقيا وأوروبا وأمريكا اللاتينية.
أدى فرض إلحاد الدولة في دول الكتلة الشرقية سابقاً، والذي أدى إلى اضطهاد المسيحيين، إلى زيادة مشاعر القومية المسيحية في الغرب، فضلاً عن التعاون المسكوني بين المسيحيين عبر الطوائف. على سبيل المثال، تبنت الولايات المتحدة، في عام 1956، «بالله نؤمن» كشعار رسمي لها «لتمييز نفسها عن الاتحاد السوفيتي، عدوها خلال الحرب الباردة والذي كان يُنظر إليه على نطاق واسع على أنه يروج للإلحاد». خلال هذه الفترة، تم تأسيس المنظمات المسيحية غير الحكومية لحقوق الإنسان، مثل صوت الشهداء، من أجل تقديم الدعم للمسيحيين المضطهدين في الكتلة الشيوعية، وكذلك المشاركة في أنشطة مثل تهريب الكتاب المقدس. في عقد 1990، أدت الفترة المحيطة بانهيار الاتحاد السوفيتي إلى «طفرة في نشاط الجماعات والمصالح الدينية بين شرائح واسعة من السكان». حدث إحياء للكنيسة في هذه المناطق الشيوعية سابقاً. ودخل المبشرون المسيحيون أيضًا إلى الكتلة الشرقية من أجل الانخراط في التبشير بالإنجيل فيها، واستعادوا السكان إلى المسيحية. مع انهيار الاتحاد السوفيتي، شهدت روسيا وأوكرانيا وبولندا والمجر وسلوفاكيا وكرواتيا نموا في الحركات القومية المسيحية، والتي تعتبر المسيحية وثقافتها من الأسس المركزية لهويتها القومية.

## حسب البلد

### البرازيل
في السنوات الأخيرة كان هناك شعور متزايد من القومية بين كل من الكاثوليك والبروتستانت في البرازيل. يشجع عدد من السياسيين مثل ماغنو مالطا وجايير بولسونارو، والأحزاب السياسية مثل باتريوتا، حتى مغادرة جايير بولسونارو الحزب، على الأفكار المحافظة، مثل رفض حقوق مجتمع إل جي بي تي، ومعارضة الإجهاض، ومناهضة العلمانية. يؤيد معظم القوميين المسيحيين في البرازيل المسكونية، بينما يهاجمون ويرفضون الإتصال مع غير المسيحيين، وعلى الأخص المسلمين والملحدين.

### كندا
كانت القومية الإكليروسيَّة في كيبك أيديولوجية مرتبطة مع التيار اليميني في كيبيك منذ السنوات بعد الحرب العالمية الأولى وحتى عشية الثورة الهادئة في عام 1950، وكانت القومية الإكليروسيَّة شكل ديني للقوميَّة الفرنسيَّة الكنديَّة والتي ركزت على دور الكنيسة الكاثوليكية. يُذكر أنه حتى عشية الثورة الهادئة في عام 1950 كانت مجالات الرعاية الصحية والتعليم بيد الكنيسة الرومانية الكاثوليكية.

### كرواتيا
في عام 1930 وعام 1940، تبنت حركة أنتي بافليتش الأوستاشا الكرواتية الإيديولوجيَّة الكاثوليكيَّة السياسيَّة على الرغم من أنه تم إطلاق أسماء أخرى على الحركة، بما في ذلك «الكاثوليكية السياسية» و«الكاثوليكية الكرواتيّة». وروجت الكاثوليكية السياسية في كرواتيا وهي تصور سياسي وثقافي، للأفكار والتعاليم الإجتماعية للكنيسة الكاثوليكية في الحياة العامة من خلال العمل الحكومي. وارتبطت الإيدولوجيَّة الكاثوليكيَّة مع القومية الكرواتيَّة.

### ألمانيا
في خلفية الحرب العالمية الأولى، انعكست القوميَّة المسيحيَّة الألمانيَّة من خلال المفاهيم اللوثرية، والرومانسية، والمثالية، والمحايثة.

### المملكة المتحدة

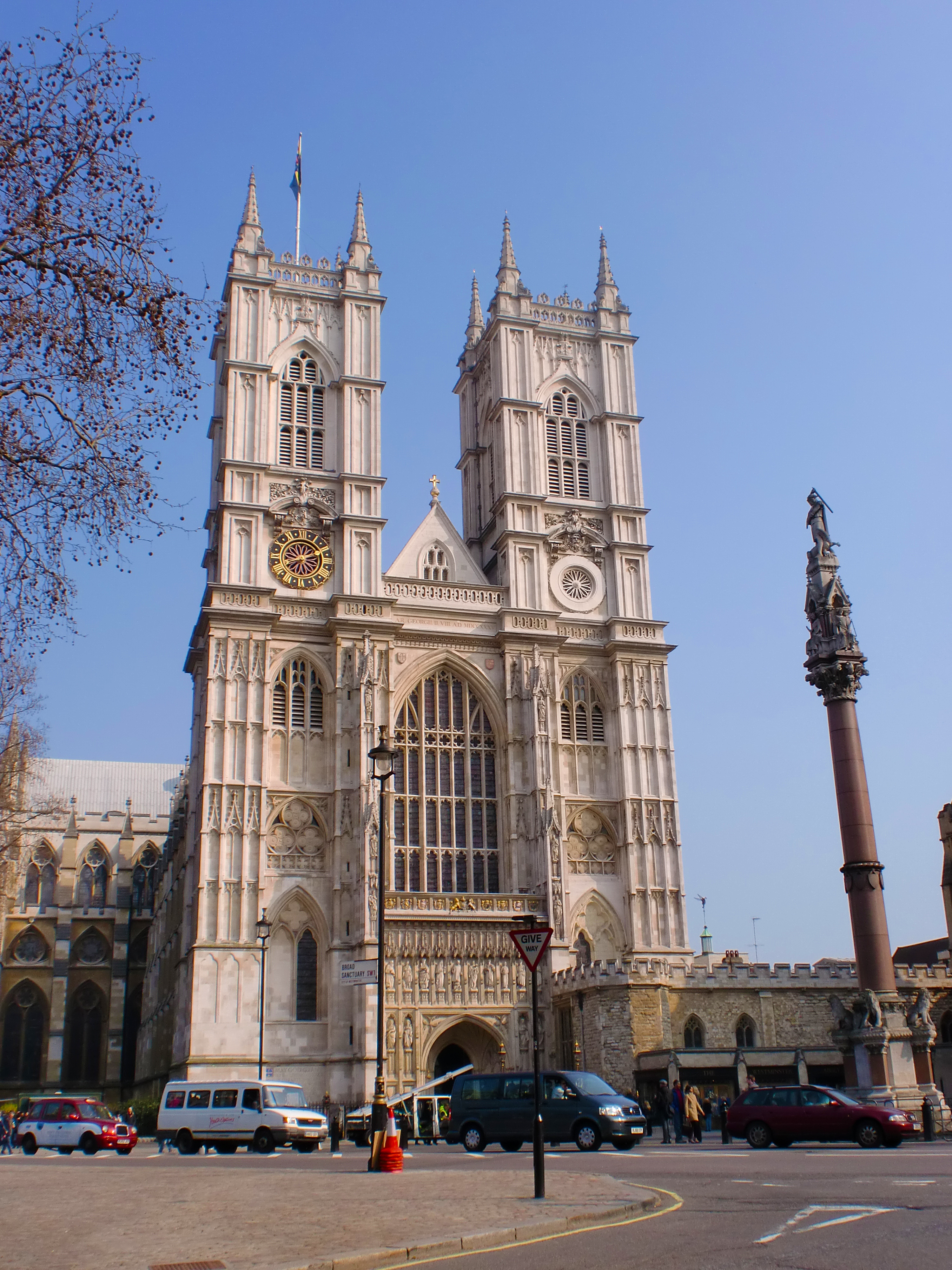
كنيسة وستمنستر تستخدم لتتويج ملوك بريطانيا المدافعين عن الإيمان؛ وهي كاتدرائية تابعة لكنيسة إنجلترا، وهي الكنيسة الوطنية لتلك الأمة.

في خلفية الحرب العالمية الأولى، انعكست القوميَّة المسيحيَّة البريطانيَّة من خلال المفاهيم التجريبية، والواقعية، والفردية. كما أن واحدة من أشكال القومية المسيحية تظهر بين بروتستانت أولستر الإتحاديين والموالين للتاج البريطاني في أيرلندا الشمالية. والتي ارتبطت تاريخيًا مع الحكم البريطاني، والتي تجلت في الهيمنة البروتستانتية على المجالات السياسيَّة والاقتصادية والاجتماعية.

### لبنان
كانت الجبهة اللبنانية عبارة عن ائتلاف الأحزاب ذات الأغلبية المسيحية في الحرب الأهلية اللبنانية. في عام 1980، فويت القومية المسيحية التي تبناها العديد من أبناء الطائفة المارونية. حيث سعى الموارنة لخلق دولة مسيحية مصغرة. ثار القومي المسيحي ميشال عون ضد النظام السوري في لبنان عام 1990، لكنه هزم بدعم الجيش السوري. وتم نزع سلاح جميع الميليشيات بإستثناء حزب الله الموالي لسوريا بحلول عام 1991، والحزب الوحيد في لبنان الذي يمثل القومية المسيحية هو حزب القوات اللبنانية.

### بولندا
تميزت القومية البولندية بالولاء الدائم للكنيسة الرومانية الكاثوليكية، وكانت الكاثوليكيَّة عنصرًا مهمًا في القومية البولندية وأرتبطت بشكل كبير مع الهويَّة الوطنيَّة، التشابك بين الهوية الوطنية والكنيسة الكاثوليكية يعود جذوره بشكل أساسيّ في فترة الإصلاح المُضاد في القرن السابع عشر، وترسخ دور الكنيسة بشكل واضح في فترة ما بين الحربين العالميتين. تقوم جماعات مثل النهضة الوطنية في بولندا استخدام شعارات بولندا الكاثوليكية العظمى (بالبولنديَّة: Wielka Polska Katolicka) خلال مظاهرات الاحتجاج ضد تقنين زواج المثليين والإجهاض. وغالبًا ما تتهم جماعات الدينية المحافظة المرتبطة مع راديو ماريا بإيواء القومية والمواقف المعادية للسامية.

### صربيا

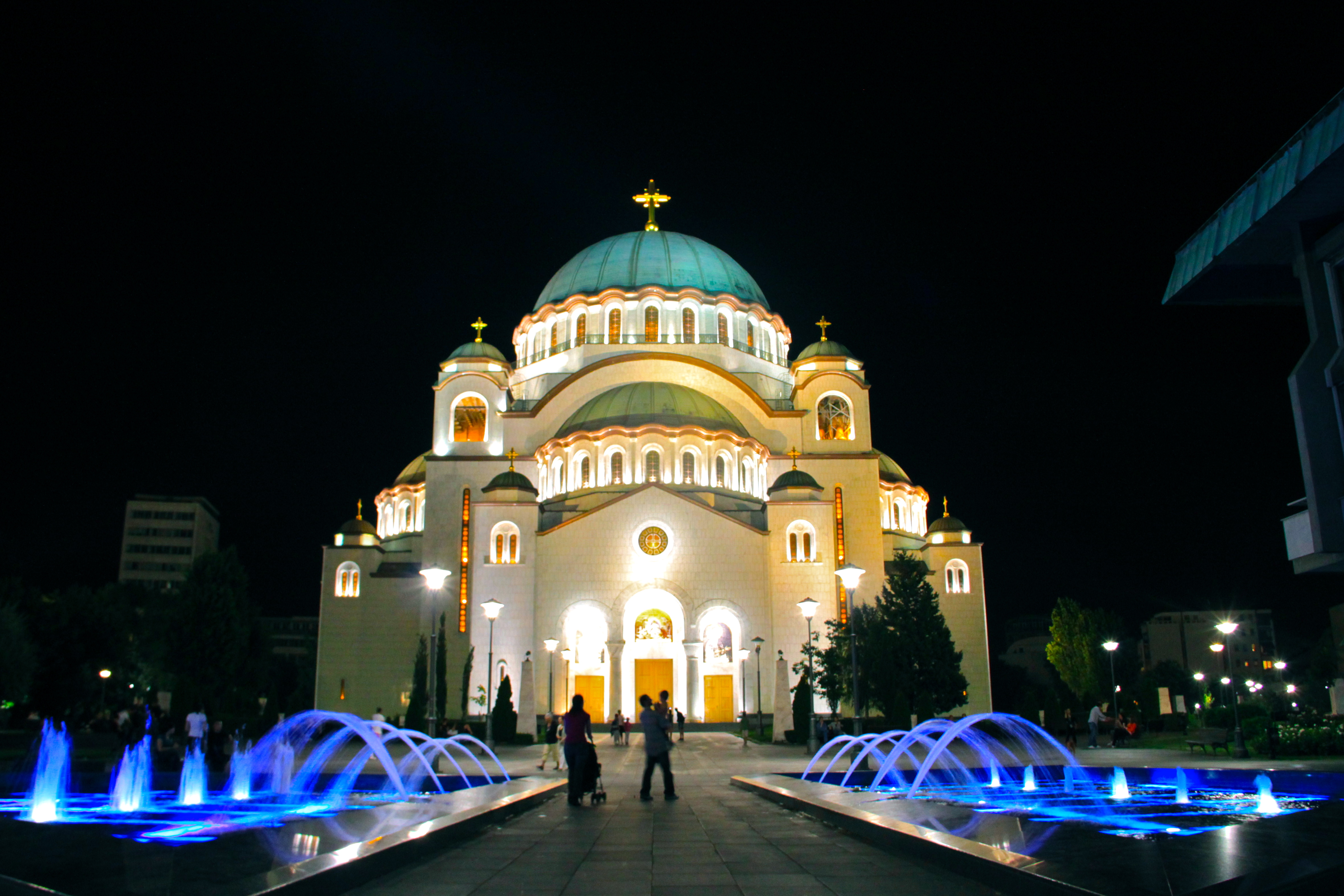
كاتدرائية القديس ساڤا في بلغراد، تُعد التقاليد المسيحية الشرقية والكنيسة الصربية الأرثوذكسية من الأسس المركزية لهوية الصرب.

تاريخيًا تُعد التقاليد المسيحية الشرقية والكنيسة الصربية الأرثوذكسية من الأسس المركزية لهوية الصرب. وكان لمفهوم حصن المسيحية تقليد طويل جدًا في التأريخ، والخطاب، والأكاديمي، والسياسي في صربيا. حيث تصور الأساطير الصربية الشعب الصربي على أنهم المدافعين عن الحضارة الأوروبية المسيحية.
في القرن التاسع عشر، ظهرت الهوية الوطنية الصربية، مع الوعي بالتاريخ والتقاليد، وتراث القرون الوسطى، والوحدة الثقافية، على الرغم من أنَّ الصرب كانوا يعيشون تحت سلطة إمبراطوريات مختلفة. كانت هناك ثلاثة عناصر، جنباً إلى جنب مع إرث سلالة نيمانجيك، كانت حاسمة في تشكيل الهوية والمحافظة عليها أثناء الهيمنة الأجنبية: الكنيسة الصربية الأرثوذكسية، وأسطورة كوسوفو، واللغة الصربية. وقد ساعد التعرف على التراث في العصور الوسطى من خلال تكريم القديسين الصربيين، إلى جانب الشعر الصربي الملحمي، في تطوير وعي وطني منفصل عن الشعوب الأرثوذكسية الأخرى في البلقان. وألهمت البطولات الملحميَّة البطوليَّة الصربيين لإحياء ماضيهم البطولي وحريتهم. في القصص، كان هاجدوكس أبطالا: لقد لعبوا دور النخبة الصربية خلال الحكم العثماني، ودافعوا عن الصرب ضد القمع العثماني، واستعدوا للتحرير الوطني وساهموا في الثورة الصربية.

### روسيا
القومية الدينية التي تتميز بالالتزام المجتمعي بالأرثوذكسية الشرقية والكنائس الأرثوذكسية الوطنية موجودة في العديد من دول أوروبا الشرقية وفي الاتحاد الروسي. تدعو العديد من الجماعات الروسية إلى زيادة دور الكنيسة الروسية الأرثوذكسية.

### إسبانيا

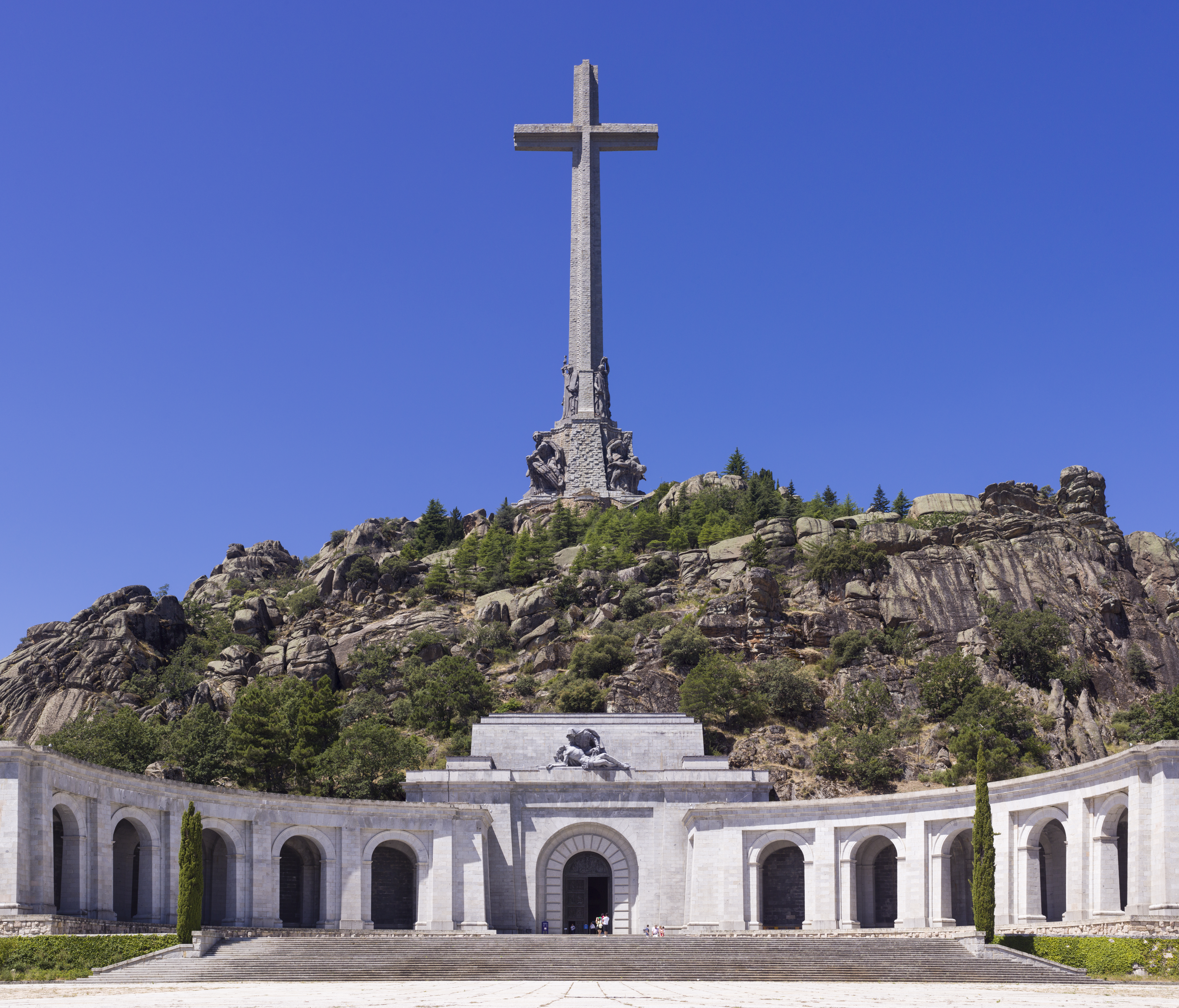
وادي الشهداء؛ من رموز الكاثوليكيّة القوميَّة.

تُعد الكاثوليكية القومية (بالإسبانيّة:Nacionalcatolicismo) جزء من الهوية الأيديولوجية فلانخي الإسبانية والنظام الدكتاتوري لاسبانيا الفرانكوية بين عامي 1936-1975. تمثلت مع الهيمنة التي كانت تحظى بها الكنيسة الرومانية الكاثوليكية في جميع جوانب الحياة العامة والخاصة. وباعتباره رمزًا من الانقسامات الأيديولوجية فلانخي الإسبانية، ويمكن مقارنة النقابية القومية (بالإسبانيّة:nacionalsindicalismo) عنصرًا أساسيًا في الفكر والممارسة السياسية للفلانخي الإسبانية.
تأسس الاتحاد الوطني الكاثوليكي على يد الفرنسيّ إدوارد كاستيلنو في عام 1920 كنموذج فرنسي مماثل. على الرغم من أن الاتحاد القومي الكاثوليكي وصل عدد أعضاءه إلى مليون عضو في عام 1925.
خلال حقبة إسبانيا الفرانكوية كانت إسبانيا دولة كاثوليكية ورعة، وتم اضطهاد المثليين جنسياً والشيوعيين وتم مكافحة ومحاربة الزنا والعلاقات الجنسية خارج إطار الزواج والإباحية. وتم إعلان الزيجات المدنية التي حدثت في قبل إسبانيا الفرانكوية باطلة ما لم يتم التصديق عليها من قبل الكنيسة، وتم حظر الطلاق ووسائل منع الحمل والإجهاض. وأجبر الأطفال على اتخاذ أسماء مسيحية.

### جنوب أفريقيا
تطورَّت الكالفينية الأفريكانية، وهي نظرية ثقافية ودينية، بين الأفريكان وجمعت بين عناصر العقيدة الكالفينية البروتستانتية في القرن السابع عشر مع أيديولوجية «شعب الله المختار»؛ مشابهة لتلك التي يتبناها دعاة الأمة اليهودية. وقد جادلت عدد من الدراسات الحديثة أن هذه الأيديولوجية أدّت إلى تريك العظمى وإلى إخضاع الجماعات العرقية الأخرى في جنوب أفريقيا، وبالتالي وضعت حجر الأساس للقومية الأفريكانية الحديثة والفصل العنصري.
الأفريكان هم الجنوب أفريقيين من أصول هولندية وألمانية وفرنسية الذين أستوطنوا جنوب أفريقيا في عام 1985، كان 92% من الأفريكان أعضاء في الكنائس الكالفينية. يُذكر أن عموم الطوائف المسيحية ترفض فكرة تفوق أو الفرق بين شعب وغيره؛ حيث تؤمن المسيحية بمفهوم «شعب الله» لكن دون كلمة «المختار» لكونها لم ترد بشكل صريح في الكتاب المقدس. المسيحيّة تعلّم أن شعب الله قد تحوّل مع المسيح إلى جميع البشر ومن كل الأمم دون فرق بين يهودي وغيره. وتعمل الكنيسة، على إدارته من الناحية الروحية وحفظ معتقداته. يقول البابا بندكت السادس عشر: «من شعوب الأرض كافة، يوجد شعب لا يشبه أي شعب آخر، لا يخضع ذاته لأحد غير الله، وعليه أن يكون مثل الملح في الطعام، ومثل الخميرة في العجين».

### الولايات المتحدة

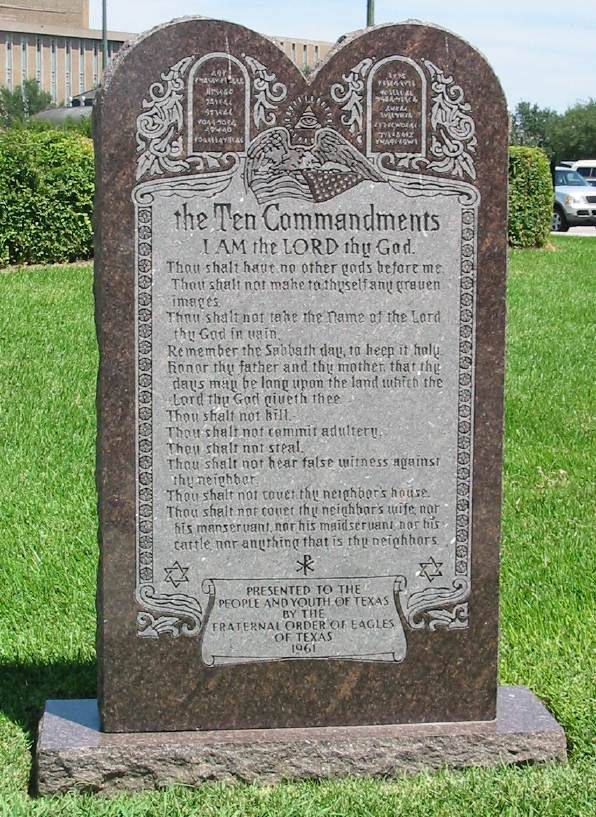
نصب الوصايا العشر أمام مبنى الكابيتول بولاية تكساس.

تتجلى القومية المسيحية في الولايات المتحدة من خلال الترويج للفن الديني والرمزية المسيحية في الساحة العامة، مثل عرض الوصايا العشر والشعار الوطني «بالله نؤمن»، والذي دخل حيز التنفيذ من أجل تميز الولايات المتحدة عن إلحاد الدولة في الاتحاد السوفيتي السابق. مؤسسة القانون الأخلاقي، على سبيل المثال، تأسست لهذا الغرض. كما تؤيد الأيديولوجية وجهة النظر القائلة بأن السياسة العامة يجب أن تكون مدعومة بالمعتقدات الدينية، مثل تكريس قدسية الحياة في القانون من خلال دعم الحركة المؤيدة للحياة. يؤيد القوميون المسيحيون قوانين الأحد الزرقاء، والتي تهدف إلى تقييد أو حظر بعض أو جميع أنشطة يوم الأحد لأسباب دينية، وخاصة لتعزيز احترام يوم من العبادة أو الراحة.
نأسست الجمعية الوطنية للإصلاح عام 1864 وتعمل حتى يومنا هذا، وتسعى إلى إدخال تعديل مسيحي على دستور الولايات المتحدة. حزب الحرية المسيحية هو حزب سياسي يرى الولايات المتحدة كدولة مسيحية.
يعتقد القوميون المسيحيون أن من المفترض أن تكون الولايات المتحدة أمة مسيحية ويريدون «استعادة» الولايات المتحدة إلى الله. ويقول الخبراء إن الدعم المرتبط بالمسيحيين للسياسيين اليمينيين والسياسات الاجتماعية، مثل التشريعات المتعلقة بالهجرة والسيطرة على الأسلحة والفقر، يُفهم بشكل أفضل على أنه شكل من أشكال القومية المسيحية، وليس على أنها شكل من أشكال من الإنجيلية في حد ذاتها. تظهر الدراسات التي أجريت على الإنجيليين البيض أنه من بين الأشخاص الذين يعرّفون أنفسهم على أنهم مسيحيون إنجيليون، كلما زاد حضورهم للكنيسة، ومواظبتهم على الصلاة على قراءة الكتاب المقدس، قل دعمهم للسياسات القومية. يتفق الإنجيليون غير القوميين أيديولوجياً مع القوميين المسيحيين في مجالات مثل السياسات الأبوية، وأدوار الجنسين، والجنس.
يستخدم مصطلح اليمين المسيحي في الولايات المتحدة لتسمية الفصائل السياسية اليمينية المسيحية التي تُعرف بدعمها القوي للسياسات المحافظة اجتماعيًا. يسعى المسيحيين المحافظين أساسًا لتطبيق فهمهم للتعاليم المسيحية في السياسة والسياسة العامة بإعلان قيمة تلك التعاليم أو من خلال السعي إلى استخدام تلك التعاليم لتطبيق القانون في السياسة العامة.
يعتبر اليمين المسيحي الأمريكي تحالف غير رسمي يتشكل حول نواة من البيض، البروتستانت الإنجيليين وبدعم متفاوت من الكاثوليك المحافظين. ويحظى اليمين المسيحي دعم إضافي من البروتستانت التقليديين، واليهود والمورمون المحافظين سياسيًا. لدى اليمين المسيحي نشاط ملحوظ اليوم لتعزيز المواقف المحافظة اجتماعيًا في القضايا الاجتماعية بما في ذلك الصلاة في المدرسة، وتدريس التصميم الذكي، والنظرة المحافظة حول أبحاث الخلايا الجذعية، والموقف ضد المثلية الجنسية، وضد وسائل منع الحمل والإجهاض، وضد المواد الإباحية.